# Анте Мошков
Анте Мошков (Шпиљари код Котора, 7. јул 1911 — Загреб, 1948) био је официр Усташке војнице и припадник Усташког покрета.

## Биографија
Анте Мошков је рођен 7. јула 1911. године у Шпиљарима код Котора, у тадашњој Аустроугарској монархији. Потиче из шпиљарске породице Мошков, међутим због природе посла његове мајке бабице Ане Мошков одрастао је у Рисну, а учитељску школу је завршио у Херцег Новом. Касније је студирао психологију на Филозофском факултету Свеучилишта у Загребу. У мају 1933. године емигрирао је у Краљевину Италију и интерниран је у логор Борго Вал ди Таро. Од 1933. до 1941. године живи и дјелује по усташким логорима, као и у интернацији на Липарима и Пистоји, гдје је постао један од најприснијих Павелићевих сарадника. Након инвазије и слома Краљевине Југославије у априлу 1941. године и по успостави марионетске Независне Државе Хрватске, у јуну је унапријеђен у чин капетана и постављен је на дужност заповједника припремних батаљона Усташке војнице, а касније постаје заповједник Поглавникове тјелесне бојне (ПТБ). Био је у Павелићовој пратњи током његове посјете Хитлеру у Бергхофу.
По успостави Поглавниковог тјелесног здруга (ПТЗ) постављен је на дужност заповједника јединице. Припадао је расовима (пуковничка лига) који су настојали уклонити Младена Лорковића са утицајних дужност и прије покушаја завјере. У новембру 1944. године је постављен на дужност заповједника 1. хрватске ударне дивизије. Крајем јануара ПТЗ је ушао у састав Поглавниковог тјелесног збора, којим је Мошков такође заповједао.
Мошков је почетком маја 1945. године водио бригу о техничкој страни отпреме меморандума Владе НДХ фелдмаршалу Харолду Александеру, као и о одласку Влатка Мачека у емиграцију. Он се повлачи у Аустрију, а затим у Италију. У емиграцији је недуго затим дошао у сукоб са Павелићем.
Крајем 1945. године на своју иницијативу преко Мађарске је ушао на територију НР Хрватске, како би провјерио тврдње о дјеловању Крижара, које су се могле чути у усташкој емиграцији. Увјеривши се да су тврдње само гласине, поново се враћа у Италију, а у октобру 1946. хапсе га британске војне власти у Венецији.
Покушао је извршити самоубиство у априлу 1947. године пред изручење југословенским властима. На суђењу у Загребу 1948. године, осуђен је на смрт.